# Пікельський заказник
Пі́кельський заказник — ландшафтний заказник місцевого значення в Україні. Розташований у межах Звягельського району Житомирської області, на північний схід від села Суховоля. 
Площа 128 га. Статус присвоєно згідно з рішенням XII сесії Житомирської обласної ради VI скликання від 22.11.2012 року № 718. Перебуває у віданні ДП «Новоград-Волинське ДЛМГ», Пищівське лісництво, кв. 33, вид. 6 (площа 0,7 га), кв. 33, вид. 7 (площа 4,0 га), кв. 33, вид. 16 (площа 2,7 га), кв. 33, вид. 17 (площа 2,2 га), кв. 33, вид. 19 (площа 7,7 га), кв. 33, вид. 20 (площа 0,4 га); кв. 34, вид. 9 (площа 1,2 га), кв. 34, вид. 12 (площа 3,1 га), кв. 34, вид. 13 (площа 16 га); кв. 42, вид. 2 (площа 1,7 га), кв. 42, вид. 3 (площа 7,2 га), кв. 42, вид. 4 (площа 6,9 га); кв. 43, вид. 1 (площа 1,2 га), кв. 43, вид. 3 (площа 4,6 га), кв. 43, вид. 4 (площа 4,6 га), кв. 43, вид. 15 (4, площа 27,6 га), кв. 43, вид. 16 (площа 1,3 га), кв. 43, вид. 17 (площа 8,1 га), кв. 43, вид. 18 (площа 0,3 га), кв. 43, вид. 19 (площа 0,3га); кв. 44, вид. 1 (площа 0,4 га), кв. 44, вид. 2 (площа 1,2 га), кв. 44, вид. 3 (площа 5,7 га), кв. 44, вид. 9 (площа 14,7 га), кв. 44, вид. 16 (площа 1,4 га), кв. 44, вид. 17 (площа 2,8 га). 
Статус присвоєно для збереження частини лісового масиву, в деревостані якого — цінні насадження дуба, сосни, берези.